# Union Center
Union Center è un villaggio degli Stati Uniti d'America, situato in Wisconsin, nella contea di Juneau.